# Poul Hansen (Politiker)
Poul Hansen (* 27. Februar 1913 in Kopenhagen; † 13. August 1966 in Virum) war ein dänischer Journalist und Politiker der Socialdemokraterne, der unter anderem Verteidigungs-, Finanz- und Wirtschaftsminister war.

## Leben

### Jugendfunktionär und Journalist
Hansen absolvierte nach dem Schulbesuch zunächst wie sein Vater eine Berufsausbildung als Tischler und half in dieser Zeit beim Aufbau des Jugendverbandes der Socialdemokraterne Danmarks Socialdemokratiske Ungdom (DSU) in Hillerød. Daneben besuchte er die Hochschule in Esbjerg und wurde 1933 Sekretär der DSU, nachdem der bisherige Sekretär Hans Christian Svane Hansen Vorsitzender dieser Jugendorganisation wurde. Zugleich wurde er 1933 Mitglied des Vorstandes der Socialdemokraterne. Zusammen mit H. C. Hansen begann er in dieser Zeit die politische Auseinandersetzung mit den Jugendverbänden der Danmarks Kommunistiske Parti (DKP) sowie der Det Konservative Folkeparti. 1937 wurde er Nachfolger von H. C. Hansen als Landesvorsitzender der Danmarks Socialdemokratiske Ungdom und behielt diese Funktion bis 1942.
Danach wurde er Journalist bei der Tageszeitung Fyns Social-Demokrat und engagierte sich darüber hinaus im Zweiten Weltkrieg als Sekretär der Informationszentrale der Arbeiterbewegung (Arbejderbevægelsens Informationscentral).

### Parteisekretär und Fraktionsvorsitzender
Nach Kriegsende wurde Hansen 1945 Parteisekretär der Socialdemokraterne und übte diese Funktion mehr als zehn Jahre bis 1956 aus. Zugleich wurde er bei den Wahlen vom 30. Oktober 1945 erstmals als Abgeordneter in das Folketing gewählt und vertrat dort bis zu seinem Tod den Wahlkreis Kalundborg. Zu Beginn seiner Parlamentszugehörigkeit wurde er 1946 Mitglied des Verteidigungsausschusses und war daneben zwischen 1947 und 1950 auch Sekretär der sozialdemokratischen Fraktion im Folketing sowie 1948 Mitglied des gemeinsamen skandinavischen Verteidigungskomitees. Des Weiteren war er von 1947 bis 1952 Redakteur der Parteizeitung Verdens Gang.
1950 war Hansen erstmals kurzzeitig Vorsitzender der Fraktion der Socialdemokraterne und übte diese Funktion erneut zwischen 1953 und 1956 aus. Zugleich war er von 1953 und 1956 sowohl Mitglied der Verfassungskommission als auch des Außenpolitischen Ausschusses des Folketing. 

### Minister

#### Verteidigungsminister
Nach dem krankheitsbedingten Rücktritt von Rasmus Hansen wurde Poul Hansen am 25. Mai 1956 von Ministerpräsident H. C. Hansen neuer Verteidigungsminister (Forsvarsminister) und bekleidete diese Funktion mehr als sechs Jahre lang bis zum 15. November 1962.
Als Verteidigungsminister befasste er sich vorrangig mit dem Aufbau eines neuen und umfassenden Verteidigungssystem, das eine Dienstzeitverkürzung und gleichzeitig eine Erhöhung der Verteidigungseffizienz beinhalten sollte. 1959 wurde ein entsprechender Gesetzentwurf vorgelegt, der auch die Rekrutierung freiwilligen Personals und eine Reihe technischer Verbesserungen vorsah. Die verteidigungspolitische Ausrichtung stieß auf Ablehnung bei den bürgerlichen Parteien, die insbesondere die Atombewaffnung in Friedenszeiten kritisierten und dabei Unterstützung bei einigen Offizieren fanden. Nachdem Hansen jedoch ausführte, dass die Atombewaffnung eine Stationierung von Truppen der US Army mit sich bringen würde, kam es zu einer Annäherung der Parteien und letztlich 1960 zu einer Einigung hinsichtlich der nuklearen Bewaffnung. Im Anschluss kam es im März 1960 auch zu einer Einigung mit der NATO über die Einrichtung von Waffendepots in Jütland.

#### Finanz- und Wirtschaftsminister
Nach dem unerwarteten Tod von Hans R. Knudsen am 4. November 1962 wurde Hansen von Ministerpräsident Jens Otto Krag am 15. November 1962 zum Finanzminister (Finansminister) ernannt, während Victor Gram neuer Verteidigungsminister wurde.
Als Finanzminister beabsichtigte er die Umsetzung einer notwendig gewordenen umfangreichen Steuerreform, die aber den Vorschlag der bürgerlichen Parteien zur Erhöhung der Grundbesitzabgaben ablehnte, und im Laufe des starken Wirtschaftswachstums eine Erhöhung der Verbrauchssteuern erbrachte. 1964 kam es darüber hinaus zu umfassenden Reformen in der rückständigen Vergütung im öffentlichen Dienst. Die Erhöhung der Grundbesitzabgaben wurde unter dem Druck der Hauseigentümer sowie aufgrund der Schwierigkeiten bei der Erfassung in der Finanzverwaltung 1963 ausgesetzt und 1965 schließlich zurückgenommen.
Im Jahr 1964 präsentierte Hansen auch Vorschläge für eine umfassende Steuerreform mit der Einführung einer Quellensteuer, die eine Beibehaltung des Rechts auf Vorsteuerabzug vorsah. Im Mai 1965 kam es zur Einbringung des Gesetzentwurfes im Folketing, der allerdings erst 1967 in Kraft trat.
Zugleich beabsichtigte er eine Reform der Mehrwertsteuer. Allerdings musste er am 24. August 1965 aus gesundheitlichen Gründen als Finanzminister zurücktreten und wurde daraufhin von Henry Grünbaum abgelöst.
Hansen, der knapp ein Jahr später am 13. August 1966 verstarb, war für kurze Zeit vom 26. September bis zum 8. Oktober 1964 auch Wirtschaftsminister (Økonomiminister) in der zweiten Regierung Krag.

## Veröffentlichungen
- En bygning vi rejser, 3 Bände, Mitautor, 1954–55